# Telosentis tenuicornis
Telosentis tenuicornis är en hakmaskart som först beskrevs av Linton 1892.  Telosentis tenuicornis ingår i släktet Telosentis och familjen Illiosentidae. Inga underarter finns listade i Catalogue of Life.